# Cyardium
Cyardium is een kevergeslacht uit de familie van de boktorren (Cerambycidae). De wetenschappelijke naam van het geslacht werd voor het eerst geldig gepubliceerd in 1866 door Pascoe.

## Soorten
Cyardium omvat de volgende soorten:
- Cyardium castelnaudii (Thomson, 1864)
- Cyardium cribrosum Pascoe, 1866
- Cyardium granulatum Breuning, 1980
- Cyardium malaccense Breuning, 1968
- Cyardium obscurum Aurivillius, 1925
- Cyardium truncatum Breuning & de Jong, 1941
- Cyardium variegatum Aurivillius, 1913